# Sala Cecília Meireles
A Sala Cecília Meireles é uma sala de concertos localizada no bairro da Lapa, na cidade do Rio de Janeiro, no Brasil. É uma das mais tradicionais salas de concerto do Brasil e possui capacidade para 670 lugares. Foi projetada para receber concertos de música de câmara e foi batizada com este nome em homenagem à poeta (e pianista amadora) Cecília Meireles.

## História
O edifício foi erguido em 1896, tendo funcionado originalmente como uma mercearia, o Armazém do Romão. Posteriormente, tornou-se hotel, com o nome de Hotel Freitas, posteriormente Grande Hotel da Lapa, quando hospedou importantes fazendeiros e políticos da República Velha, tendo sido inclusive retratado na comédia opereta de Artur de Azevedo "A capital federal" (1897).
Em 1939, o prédio foi reformado e transformou-se em um cinema, recebendo o nome de Cine Colonial. Duas décadas mais tarde, em 1965, como parte das atividades das comemorações do IV Centenário da cidade do Rio de Janeiro, visando à criação de um espaço para a música erudita, em particular a música de câmara, o antigo cinema deu lugar à Sala Cecília Meireles. O nome homenageava a poeta brasileira homônima, que havia morrido em novembro de 1964.
O edifício foi restaurado sob a gestão do governador Marcello Alencar, quando recebeu tratamento acústico e foi entregue em 2014. Nesta reforma, foi criado um novo auditório para pequenos concertos, denominado Auditório Guiomar Novaes, com capacidade para 150 pessoas, e o Espaço Ayres de Andrade, para a realização de coquetéis.
Desde 2004, é dirigida pelo compositor João Guilherme Ripper.